# The Enchanted Drawing
The Enchanted Drawing je americký němý film z roku 1900. Režisérem je J. Stuart Blackton (1875–1941). Film trvá zhruba dvě minuty. Premiéru měl 16. listopadu 1900, ale natočen byl možná už o rok dříve. Film je považován za první animovaný film, i když děj kombinuje hrané a kreslené výstupy.
J. Stuart Blackton, otec americké animace, který se do Spojených států přestěhoval v roce 1885, když mu bylo 10 let, a který před natáčením filmů pracoval pro noviny New York World, vytvořil již v roce 1896 tři krátké filmy s názvem Blackton Sketches, během jejichž natačení taktéž kreslil na plátno. Jeho dalším animovaným filmem se stane až snímek Humorous Phases of Funny Faces z roku 1906.

## Děj
Blackton nakreslí na plátno hlavu muže. Potom vedle hlavy nakreslí láhev vína se sklenicí, které vzápětí převede do reality. Nalije si a napije se. Když vidí hlavu muže na plátnu smutnou, tak jí dá také napít, čímž se výraz obličeje muže přemění na veselý. Blackton poté muži dokreslí i cylindr, který mu hned nato sebere. Potom mu sebere i doutník, čímž se muž začne mračit. Blackton na závěr vrátí do obrazu víno a sklenku, umístí zpět pánovi do pusy doutník a nakonec mu dá zpátky na hlavu i klobouk, což animovaného chlápka udělá velice šťastným.